# Arón Piper
Pour les articles homonymes, voir Piper.
Arón Piper est un acteur et chanteur germano-espagnol, né le 29 mars 1997 à Berlin. En 2018, il est révélé par sa prestation dans la série télévisée Élite, dans laquelle il joue Ander.

## Biographie

### Jeunesse
Arón Julio Manuel Piper Barbero naît à Berlin. Son père est allemand et sa mère espagnole. À ses cinq ans, sa famille part vivre en Espagne, d'abord à Barcelone puis dans les Asturies, plus précisément dans le village de Luarca et Avilés, pour ensuite aller vivre à Madrid[réf. nécessaire].
Il étudie l'art dramatique et la mise en scène. 

### Carrière
Son rôle d'Ander Muñoz dans la série Élite, diffusée sur Netflix, le révèle au grand public.

## Discographie

### Singles
- 2019 : Vicio (avec Gregory Palencia & Liper)
- 2020 : Sigo (avec Moonkey & MYGAL)
- 2020 : Prendiendo fuego (avec Maximiliano, Calvo & Solea Morente)
- 2020 : Mal (avec MYGAL)
- 2020 : Rosé (avec Moonkey & Nake)
- 2020 : Todo (avec MYGAL)
- 2020 : Friends (avec Miqui Brightside)
- 2020 : Diamantes (avec Chil Chicos)
- 2021 : Nieve
- 2021 : Errada Ela Nao Ta (avec MC JottaPê & MC Kevinho)
- 2021 : Me Reces
- 2021 : Cu4tro (avec Polima Westcoast & Pablo Chill-E)
- 2021 : Bon voyage (avec Polima Westcoast)
- 2021 : RIP (avec Zizzy, Selene & Omizs)
- 2021 : Vie de rêve (avec Omizs)
- 2022 : Ojala
- 2022 : Desahogo (avec Papi Trujillo)
- 2022 : Cadillac (avec Omizs)
- 2022 : Big Drip (avec Jok'Air & Linema)
- 2022 : Calma (avec MC Dede, Lyviente & Omizs)
- 2022 : London Calling (avec MYGAL)
- 2022 : Que dios me perdone (avec Lucho SSJ)
- 2022 :Vamo Pa El Cuarto (avec Frijo & Papi Trujillo)
- 2022 : Serotonima (avec Big soto, Mora & Neneto)

### EP
- 2021 : Nieve
- 2022 : Desahogo

## Filmographie

### Longs métrages
- 2004 : Gunman (The Gunman) de Daniel Millican : Extra (non crédité)
- 2011 : Maktub de Paco Arango : Iñaki
- 2013 : 15 años y un día de Gracia Querejeta : Jon
- 2016 : La Corona Partida de Jordi Frades : Fernando de Habsburgo
- 2019 : Los Rodríguez y el más allá de Paco Arango : Jacobo
- 2021 : Érase una vez... Euskadi de Manu Gómez : Maserati
- 2022 : Código Emperador : Fernando
- 2023 : Sayen : Antonio Torres

### Courts métrages
- 2012 : Fracaso escolar de Gracia Querejeta
- 2012 : Only When I Have Nothing to Eat d’Aureli Vallez : Andy
- 2018 : Un Minuto de David Andrade et Roberto Drago : Chico

### Séries télévisées
- 2016 : Centro Médico : Rubén Santos
- 2017 : Centro Médico : Adrián Muriana
- 2018-2021 : Élite : Ander Muñoz (32 épisodes)
- 2019 : Derecho a soñar : Luis Rojas (28 épisodes)
- 2020 : Après toi, le chaos (El desorden que dejas) : Iago Nogueira (8 épisodes)
- 2023 : El silencio : Sergio Ciscar (6 épisodes)

## Voix françaises
- Donald Reignoux dans : 
  - Après toi, le chaos (série télévisée)
  - El silencio (mini-série)

et aussi
- Bruno Méyère dans Élite (série télévisée)